# Jean-François-Joseph Janssens
Jean-François-Joseph Janssens (Anvers, 29 de gener de 1801 - idm. 2 de febrer de 1835) fou un magistrat i compositor belga.
Fill de músic, va rebre les primeres lliçons del seu pare i després continuà els seus estudis musicals a París, amb el mestre Jean-François Lesueur, i on, a més, va estudiar Dret, i el 1826 fou nomenat notari d'Hoboken (districte d'Anvers), traslladant-se el 1831 a Anvers.
En ser assetjada aquella ciutat, es refugià a Colònia, i en un incendi ocorregut en l'hotel en que s'hostatjava es cremaren tots els seus manuscrits i efectes el que li produí tal disgust que va perdre la raó.
Les seves obres principals són cinc Misses a 4 veus i orquestra;, dues simfonies, un Te Deum; motets, salms, himnes, cantates; les òperes còmiques Le père rival i La jolie fiancée, romances, etc.